# Horațiu Pașca
Horațiu Pașca (n. 5 iunie 1980, în Bistrița) este un antrenor de handbal din România. Din vara anului 2014 până în 2023, el a condus banca tehnică a echipei de handbal feminin CSM Bistrița. Începând din ianuarie 2017, Pașca a fost și antrenorul secund al echipei naționale de handbal feminin a României.
În august 2024, Horațiu Pașca a devenit antrenorul echipei poloneze MKS Piotrcovia.

## Cariera
Horațiu Pașca a absolvit Liceul cu Program Sportiv din Bistrița și apoi Facultatea de Educație Fizică și Sport a UBB Cluj, secția Bistrița, cu specializarea în handbal. După absolvire, a jucat o vreme handbal în echipele de Divizia A din Bistrița și Cluj. Din 2007, Pașca a activat ca profesor de educație fizică și sport la Liceul cu Program Sportiv din Bistrița, fiind o perioadă chiar director adjunct al acestuia.
La Liceul cu Program Sportiv, Pașca a pregătit o grupă de junioare III și a condus-o până la nivelul de junioare I, cucerind și medalia de argint la Campionatul Național rezervat acestei categorii de vârstă. Printre elevele sale din acea perioadă se numără Cristina Laslo, Roxana Cîrjan, Abigail Vălean și Cristina Boian. Ca profesor-antrenor, el a activat și la CNOE Râmnicu Vâlcea.
În sezonul 2013-2014, Pașca a fost antrenorul principal al „U” Jolidon Cluj, echipă cu care a jucat finala Supercupei României și cu care s-a clasat pe locul al patrulea în campionatul național. 
În vara anului 2014, Horațiu Pașca a revenit la Bistrița pentru a prelua conducerea tehnică a nou-înființatei echipe de handbal feminin pe care, în numai doi ani, a promovat-o în Liga Națională.

## Palmares
Antrenor
- Campionatul Național pentru Junioare I:
  -  Medalie de argint: 2013

- Liga Națională:
  - Locul IV: 2014

- Supercupa României:
  - Finalist: 2013

- Cupa EHF:
  - Sfert-finalist: 2014[10]